# パレア・カメニ島
パレア・カメニ島（パレア・カメニとう、ギリシア語: Παλαιά Καμένη、Palea Kameni、Palia Kameni、Palaia Kameni）は、エーゲ海のサントリーニ・カルデラ中央部付近に位置する島。

## 歴史
紀元前197年、イエラ島（Ιερά、Iera）が噴火により生じた。この島は後に消滅したが、パレア・カメニ島の先駆的な存在と見る場合、成立年代はこの年とされる。紀元46年から翌年にかけての噴火で現在のパレア・カメニ島となるティア島（Θεία、Thia）が誕生した。直接的にはこの年が成立年となる。さらに726年の噴火で島が拡大し、後のアイオス・ニコラオス港（Άγιος Νικόλαος、Agios Nikolaos）となる湾が形成された。1570年の噴火で20世紀にネア・カメニ島と一体化する（、Mikri Kameni、小さな燃えた島）が新たに形成され、パレア・カメニ島（旧い燃えた島）となった。

## 利用
1991年には1名の居住が確認されていたが、2001年の調査段階で定住者は存在しない。ネア・カメニ島と共に観光地として機能している。アイオス・ニコラオス港には海中温泉が存在するため湧出物で変色しているが、温かい海で水泳を楽しむことが出来る。島内には小さな教会がある他、小道が整備されており、標高98mの最高地点やクレーターを訪れることが出来る。
島にはヤギ、ハト、ウサギ等が生息していることが知られている。